# Secretário do Presidente dos Estados Unidos

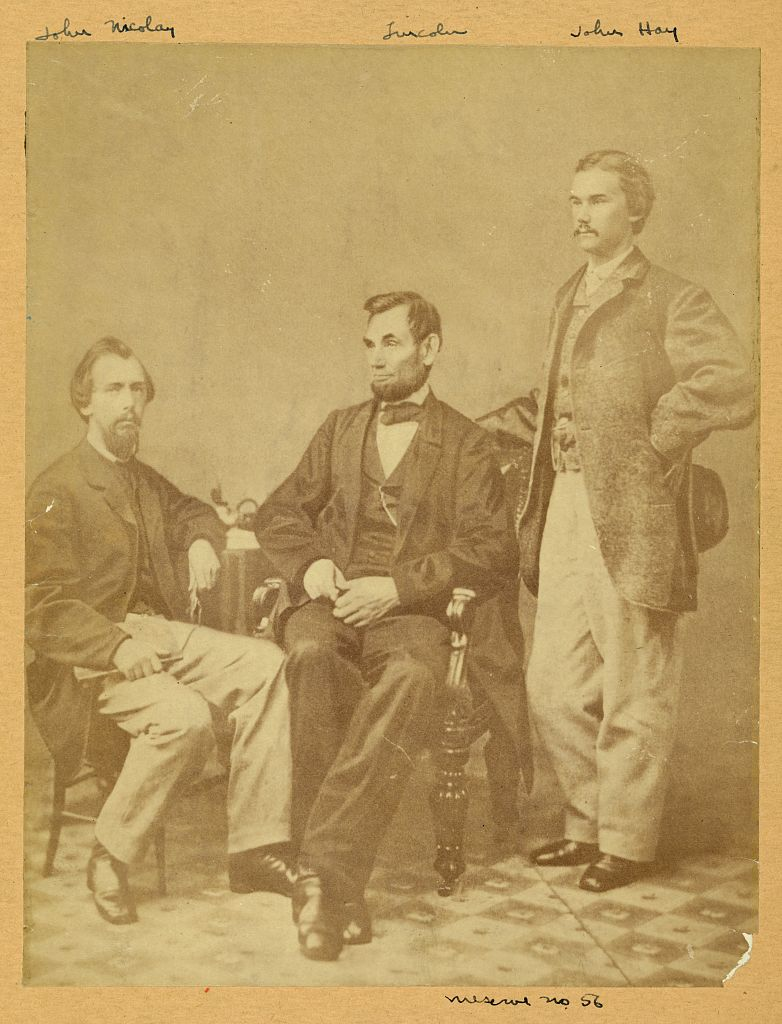
Abraham Lincoln e seus secretários John George Nicolay e John Hay fotografados por Alexander Gardner em 8 de novemrbo de 1863 em Washington, D.C.

Secretário do Presidente é um cargo de longa data no governo dos Estados Unidos, conhecido por muitos títulos diferentes ao longo de sua história.
No século XIX e início do século XX, era uma posição da Casa Branca que realizava todas as tarefas agora espalhadas pelo moderno Gabinete da Casa Branca. O Secretário agiria como um amortecedor entre o presidente e o público, mantendo as agendas e compromissos do presidente, gerenciando suas correspondências, gerenciando a equipe, comunicando-se com a imprensa, bem como sendo um assessor próximo e conselheiro do presidente de uma maneira que frequentemente exigia grande habilidade e discrição. Em termos de classificação, foi um precursor do moderno Chefe de Gabinete da Casa Branca até a criação dessa posição em 1946.
Durante meados do século XX, o cargo ficou conhecido como "secretário de compromissos", a pessoa que era o guardião do tempo do presidente. Ele tinha a responsabilidade de agir como "guardião" e decidia quem se encontraria com ele.
O cargo moderno de secretário do presidente é preenchido por um assistente administrativo ou assistente pessoal no departamento de Operações do Salão Oval do Gabinete da Casa Branca, que tem uma mesa do lado de fora do Salão Oval.

## História
Durante o século XIX, os presidentes tinham poucos recursos de pessoal. Thomas Jefferson tinha um mensageiro e um secretário (chamado de amanuense na linguagem comum da época) à sua disposição, cujos salários eram pagos pessoalmente pelo presidente. Na verdade, todos os presidentes até James Buchanan pagavam os salários de seus secretários particulares do próprio bolso; essas funções eram geralmente desempenhadas por seus parentes, na maioria das vezes seus filhos ou sobrinhos. James K. Polk notavelmente fez com que sua esposa assumisse a função.
Foi durante o mandato de Buchanan na Casa Branca em 1857 que o Congresso dos Estados Unidos criou um cargo definitivo chamado "Secretário Particular da Casa Branca" e apropriou para seu titular um salário de US$ 2.500. O primeiro homem a ocupar tal cargo oficialmente e a ser pago pelo governo em vez do presidente foi o sobrinho de Buchanan, J. B. Henry. Na presidência de Ulysses S. Grant, a equipe da Casa Branca havia crescido para três.
Em 1900, o cargo havia crescido em tal estatura que o Congresso elevou o cargo para "Secretário do Presidente", além de incluir na equipe da Casa Branca dois secretários assistentes, dois escriturários executivos, um estenógrafo e sete outros funcionários no gabinete. O primeiro homem a ocupar o cargo de Secretário do Presidente foi John Addison Porter, cuja saúde debilitada fez com que ele fosse logo sucedido por George B. Cortelyou. O rádio e o advento da cobertura da mídia logo fizeram com que Theodore Roosevelt e Woodrow Wilson também expandissem os deveres de seus respectivos secretários para lidar com repórteres e dar briefings diários à imprensa.
Na época do seu auge, o Secretário do Presidente era um cargo governamental muito admirado, ocupado por homens de grande capacidade e considerado tão digno quanto um posto de gabinete; até merecia um juramento de posse. Três secretários particulares foram posteriormente nomeados para o Gabinete: George B. Cortelyou, John Hay e Daniel S. Lamont.
Sob Warren G. Harding, o tamanho da equipe expandiu para trinta e um, embora a maioria fosse de cargos administrativos. Durante a presidência de Herbert Hoover, no entanto, ele triplicou a equipe adicionando dois secretários particulares adicionais (com um salário de US$ 10.000 cada – aumentado de US$ 7.200) adicionados pelo Congresso. O primeiro Hoover designou seu Secretário Legislativo (o Secretário sênior agora informalmente referido pela imprensa como o "Secretário nº 1" do presidente), o segundo seu Secretário Confidencial e o terceiro seu Secretário de Compromissos e Imprensa.
Em 1933, Franklin D. Roosevelt converteu os dois secretários extras de Hoover no Porta-voz da Casa Branca e Secretário de Compromissos permanentes, mas de 1933 a 1939, conforme ele expandiu muito o escopo das políticas e poderes do governo federal em resposta à Grande Depressão, Roosevelt confiou em seu "Brain Trust" de conselheiros de alto escalão. Embora trabalhassem diretamente para o presidente, eles eram frequentemente nomeados para cargos vagos em agências e departamentos, de onde tiravam seus salários, já que a Casa Branca não tinha autoridade estatutária ou orçamentária para criar novos cargos de equipe. Foi somente em 1939, durante o segundo mandato de Franklin D. Roosevelt, que as fundações da equipe moderna da Casa Branca foram criadas usando uma estrutura formal. Roosevelt conseguiu que o Congresso aprovasse a criação do Gabinete Executivo do Presidente, reportando-se diretamente ao presidente, que incluía o Gabinete da Casa Branca. Como consequência, o cargo de Secretário do Presidente foi bastante diminuído em importância (principalmente devido à falta de um substituto suficiente para o confidente de Roosevelt, Louis McHenry Howe, que havia falecido em 1936) e teve muitas de suas funções suplantadas pelo Secretário de Compromissos.
O secretário de compromissos era o guardião do tempo do presidente. Ele tinha a responsabilidade de agir como "guardião" e decidia quem se encontraria com ele.
Eisenhower nomeou Arthur H. Vandenberg Jr. para o cargo, mas ele tirou uma licença antes da posse de Eisenhower e depois se retirou sem nunca ter servido.
Em 1946, em resposta ao rápido crescimento do poder executivo do governo americano, o cargo de Assistente do Presidente dos Estados Unidos foi estabelecido, e encarregado dos assuntos da Casa Branca. Junto com o Secretário de Compromissos, os dois assumiram a responsabilidade pela maioria dos assuntos do presidente e, neste ponto, o Secretário do Presidente foi encarregado de nada mais do que gerenciar as correspondências oficiais do presidente antes que o cargo fosse descontinuado no final da administração Truman.
Em 1961, sob o presidente republicano Dwight D. Eisenhower, o assistente preeminente do presidente foi designado Chefe de Gabinete da Casa Branca. Assistente do Presidente tornou-se uma patente geralmente compartilhada pelo Chefe de Gabinete com assessores seniores como Vice-Chefes de Gabinete, o Conselheiro da Casa Branca, o Porta-voz da Casa Branca e outros. Este novo sistema não pegou imediatamente. Os democratas Kennedy e Johnson ainda dependiam de seus secretários de compromissos e foi somente no governo Nixon que o Chefe de Gabinete se tornou um elemento permanente na Casa Branca, e o secretário de compromissos foi reduzido a apenas importância funcional. O cargo de Secretário de Compromissos foi eliminado em 1981, com as responsabilidades transferidas para o cargo recentemente criado de Vice-Chefe de Gabinete da Casa Branca.
O papel anterior de Secretário do Presidente não deve ser confundido com o moderno secretário pessoal do presidente, que é oficialmente um assistente administrativo no Gabinete Executivo do Presidente. O papel de secretário pessoal do presidente também não deve ser confundido com o assessor pessoal do presidente (comumente conhecido como "body man" ou "body woman").

## Lista de secretários presidenciais

### Secretário Particular
| Ano(s)              | Imagem | Secretário                       | Presidente             |
| ------------------- | ------ | -------------------------------- | ---------------------- |
| 1789–1793 1794–1797 |        | Tobias Lear                      | George Washington      |
| 1789–1791           |        | Maj. William Jackson             | George Washington      |
| 1797–1801           |        | William Smith Shaw               | John Adams             |
| 1801–1803           |        | Cap. Meriwether Lewis            | Thomas Jefferson       |
| 1803–1804           |        | Lewis Harvie                     | Thomas Jefferson       |
| 1804–1805           |        | William A. Burwell               | Thomas Jefferson       |
| 1805–1809           |        | Isaac Coles                      | Thomas Jefferson       |
| 1810–1815           |        | Edward Coles                     | James Madison          |
| 1816–1817           |        | James Payne Todd                 | James Madison          |
| 1817–1820           |        | Joseph Jones Monroe              | James Monroe           |
| 1820–1825           |        | Samuel L. Gouverneur             | James Monroe           |
| 1825–1829           |        | John Adams II                    | John Quincy Adams      |
| 1829–1831           |        | Andrew Jackson Donelson          | Andrew Jackson         |
| 1831                |        | Nicholas Trist                   | Andrew Jackson         |
| 1831–1837           |        | Andrew Jackson Donelson          | Andrew Jackson         |
| 1837–1841           |        | Abraham Van Buren II             | Martin Van Buren       |
| 1841                |        | Henry Huntington Harrison        | William Henry Harrison |
| 1841–1845           |        | John Tyler Jr.                   | John Tyler             |
| 1845–1849           |        | Joseph Knox Walker               | James K. Polk          |
| 1849–1850           |        | Cap. William Wallace Smith Bliss | Zachary Taylor         |
| 1850–1853           |        | Millard Powers Fillmore          | Millard Fillmore       |
| 1853–1857           |        | Sidney Webster                   | Franklin Pierce        |

1. ↑  Washington tinha vários jovens secretários assistentes que faziam cópias de suas correspondências. Entre eles estavam
Robert "Bob" Lewis, Howell Lewis, Bartholomew Dandridge, Jr. e George Washington Craik.
2. ↑  Como ajudante de ordens.
3. ↑  Dizem que sua esposa Sarah Polk também foi sua secretária pessoal.

### Secretário Particular da Casa Branca
| Ano(s)    | Imagem            | Secretário                      | Presidente          |
| --------- | ----------------- | ------------------------------- | ------------------- |
| 1857–1859 |                   | James Buchanan Henry            | James Buchanan      |
| 1859–1861 |                   | James Buchanan II               | James Buchanan      |
| 1861–1865 |                   | John G. Nicolay                 | Abraham Lincoln     |
| 1861–1865 |                   | Maj. John Hay                   | Abraham Lincoln     |
| 1865      |                   | Col. William A. Browning        | Andrew Johnson      |
| 1865      |                   | Col. Reuben D. Mussey Jr.       | Andrew Johnson      |
| 1865–1869 |                   | Brig. Gen. Robert Johnson       | Andrew Johnson      |
| 1867      |                   | Edmund Cooper                   | Andrew Johnson      |
| 1866–1869 |                   | Cel. William G. Moore           | Andrew Johnson      |
| 1869–1873 |                   | Robert M. Douglas               | Ulysses S. Grant    |
| 1869–1872 |                   | Cel. Horace Porter              | Ulysses S. Grant    |
| 1869–1873 |                   | Brig. Gen. Frederick Tracy Dent | Ulysses S. Grant    |
| 1869–1876 |                   | Cel. Orville E. Babcock         | Ulysses S. Grant    |
| 1873–1876 |                   | Cel. Levi P. Luckey             | Ulysses S. Grant    |
| 1876–1877 |                   | Ulysses S. Grant Jr.            | Ulysses S. Grant    |
| 1877–1881 |                   | Webb C. Hayes                   | Rutherford B. Hayes |
| 1881      |                   | Joseph Stanley Brown            | James A. Garfield   |
| 1881      | Chester A. Arthur | Joseph Stanley Brown            |                     |
| 1881–1885 |                   | Fred J. Phillips                |                     |
| 1885–1889 |                   | Cel. Daniel S. Lamont           | Grover Cleveland    |
| 1889–1893 |                   | Maj. Elijah W. Halford          | Benjamin Harrison   |
| 1893–1896 |                   | Henry T. Thurber                | Grover Cleveland    |

1. 1 2 3 4 5 6  Como Secretário Militar.
2. ↑  "Bob," as he was called, was an alcoholic and was in asylums for treatment during several periods of his father's presidency.[10]
3. 1 2 3  Grant era mais próximo de seus secretários militares, que faziam a maior parte do trabalho normalmente associado ao Secretário Particular.

### Secretário do Presidente
| Ano(s)    | Imagem             | Secretário              | Presidente            |
| --------- | ------------------ | ----------------------- | --------------------- |
| 1897–1900 |                    | John Addison Porter     | William McKinley      |
| 1900–1903 |                    | George B. Cortelyou     | William McKinley      |
| 1900–1903 | Theodore Roosevelt | George B. Cortelyou     |                       |
| 1903–1909 |                    | William Loeb Jr.        |                       |
| 1909–1910 |                    | Fred W. Carpenter       | William Howard Taft   |
| 1910–1911 |                    | Charles D. Norton       | William Howard Taft   |
| 1911–1912 |                    | Charles D. Hilles       | William Howard Taft   |
| 1912      |                    | Carmi Thompson          | William Howard Taft   |
| 1913–1921 |                    | Joseph Tumulty          | Woodrow Wilson        |
| 1921–1923 |                    | George B. Christian Jr. | Warren G. Harding     |
| 1923–1925 |                    | C. Bascom Slemp         | Calvin Coolidge       |
| 1925–1929 |                    | Everett Sanders         | Calvin Coolidge       |
| 1929–1933 |                    | Walter H. Newton        | Herbert Hoover        |
| 1933–1936 |                    | Cel. Louis McHenry Howe | Franklin D. Roosevelt |
| 1937–1938 |                    | James Roosevelt         | Franklin D. Roosevelt |
| 1941–1943 |                    | Cel. Marvin H. McIntyre | Franklin D. Roosevelt |
| 1944–1952 |                    | William D. Hassett      | Franklin D. Roosevelt |
| 1944–1952 | Harry S. Truman    | William D. Hassett      |                       |
| 1952–1953 |                    | Beth Campbell Short     |                       |

1. 1 2 3  Como "Secretário de Correspondências do Presidente"

### Secretário de Compromissos
| Ano(s)    | Imagem          | Secretário                                               | Presidente            |
| --------- | --------------- | -------------------------------------------------------- | --------------------- |
| 1929–1931 |                 | George E. Akerson                                        | Herbert Hoover        |
| 1931–1933 |                 | Ted Joslin                                               | Herbert Hoover        |
| 1933–1938 |                 | Marvin H. McIntyre                                       | Franklin D. Roosevelt |
| 1938–1945 |                 | Edwin "Pa" Watson                                        | Franklin D. Roosevelt |
| 1945–1953 |                 | Matthew J. Connelly                                      | Franklin D. Roosevelt |
| 1945–1953 | Harry S. Truman | Matthew J. Connelly                                      |                       |
| 1953      |                 | Arthur H. Vandenberg Jr. De licença                      | Dwight D. Eisenhower  |
| 1953–1955 |                 | Thomas Stephens Interino durante o mandato de Vandenberg | Dwight D. Eisenhower  |
| 1955–1957 |                 | Bernard M. Shanley                                       | Dwight D. Eisenhower  |
| 1957–1958 |                 | Bob Gray                                                 | Dwight D. Eisenhower  |
| 1958–1961 |                 | Thomas Stephens                                          | Dwight D. Eisenhower  |
| 1961–1963 |                 | Kenneth O'Donnell                                        | John F. Kennedy       |
| 1963–1965 |                 | Jack Valenti                                             | Lyndon B. Johnson     |
| 1965–1968 |                 | W. Marvin Watson                                         | Lyndon B. Johnson     |
| 1968–1969 |                 | James R. Jones                                           | Lyndon B. Johnson     |
| 1969–1973 |                 | Dwight Chapin                                            | Richard Nixon         |
| 1973–1974 |                 | Stephen B. Bull                                          | Richard Nixon         |
| 1974–1977 |                 | Warren S. Rustand                                        | Gerald Ford           |
| 1977–1978 |                 | Timothy Kraft                                            | Jimmy Carter          |
| 1978–1981 |                 | Phil J. Wise                                             | Jimmy Carter          |

1. 1 2  Como Secretário de Compromissos e Imprensa.
2. ↑  Antes de 1937, o título era apenas "Secretário Assistente de Compromissos".
3. 1 2 3 4  Chefe de Gabinete da Casa Branca de facto.

### Secretária pessoal do presidente
| Ano(s)          | Imagem | Secretária                | Presidente            |
| --------------- | ------ | ------------------------- | --------------------- |
| 1933–1941       |        | Missy LeHand              | Franklin D. Roosevelt |
| 1941–1945       |        | Grace Tully               | Franklin D. Roosevelt |
| 1945–1953       |        | Rose Conway               | Harry S. Truman       |
| 1953–1961       |        | Ann C. Whitman            | Dwight D. Eisenhower  |
| 1961–1963       |        | Evelyn Lincoln            | John F. Kennedy       |
| 1963–1969       |        | Gerri Whittington         | Lyndon B. Johnson     |
| 1969–1974       |        | Rose Mary Woods           | Richard Nixon         |
| 1974–1977       |        | Dorothy E. Downton        | Gerald Ford           |
| 1977–1981       |        | Susan Clough              | Jimmy Carter          |
| 1981–1989       |        | Kathleen Osborne          | Ronald Reagan         |
| 1989–1993       |        | Linda Casey               | George H. W. Bush     |
| 1993–2001       |        | Betty Currie              | Bill Clinton          |
| 2001–2005       |        | Ashley Estes Kavanaugh    | George W. Bush        |
| 2005–2009       |        | Karen E. Keller           | George W. Bush        |
| 2009–2011       |        | Katie Johnson             | Barack Obama          |
| 2011–2014       |        | Anita Decker Breckenridge | Barack Obama          |
| 2014–2017       |        | Ferial Govashiri          | Barack Obama          |
| 2017–2019       |        | Madeleine Westerhout      | Donald Trump          |
| 2019–2021       |        | Molly Michael             | Donald Trump          |
| 2021–2022       |        | Ashley Williams           | Joe Biden             |
| 2022–2024       |        | Julia Reed                | Joe Biden             |
| 2024–atualmente |        | Drew Rodriguez            | Joe Biden             |

1. ↑  Como Diretora Adjunta de Operações do Salão Oval
2. 1 2  Como assessor(a) confidencial do presidente